# Chester W. Nimitz
Chester William Nimitz, född 24 februari 1885 i Fredericksburg, Texas, död 20 februari 1966 på Yerba Buena Island utanför San Francisco, Kalifornien, var en amiral i USA:s flotta.

## Biografi
Efter attacken mot Pearl Harbor 1941 blev Nimitz den 31 december 1941 amiral och chef för Stillahavsflottan (Commander in Chief, U.S. Pacific Fleet). Från den 8 maj 1942 var han även chef för norra, centrala och södra stillahavsområdet (Commander in Chief, U.S. Pacific Fleet and Pacific Ocean Areas). Douglas MacArthur var chef för sydvästra området (South West Pacific Area). Nimitz ledde sjökriget mot Japan från sitt högkvarter på Hawaii. Japan kapitulerade i augusti 1945 och Nimitz var en av undertecknarna av kapitulationshandlingarna ombord på slagskeppet USS Missouri i Tokyobukten den 2 september samma år. Den 24 november 1945 efterträddes Nimitz av amiral Raymond A. Spruance som Commander in Chief, U.S. Pacific Fleet and Pacific Ocean Areas. 
Den 19 december 1944 utsågs Nimitz till Fleet Admiral, det vill säga femstjärnig amiral. Nimitz efterträdde Fleet Admiral Ernest King som chef för flottan (Chief of Naval Operations) den 15 december 1945 och avgick den 15 december 1947.
Honolulus stora motorväg, Nimitz Highway, är uppkallad efter Nimitz. Den amerikanska flottans största hangarfartyg kallas Nimitzklassen och ett sådant fartyg har namnet USS Nimitz (CVN-68).

Gradbeteckningarna för Fleet Admiral, femstjärnig amiral.

## Utmärkelser
- Storkors av Bathorden,  1945[1]
- Officer av Hederslegionen
- Oranien-Nassauorden
- Storofficer av Hederslegionen
- Italiens militärorden
- Georg I:s orden
- Carlos Manuel de Céspedes orden
- Distinguished Service Medal
- Sjöförtjänstorden
- World War I Victory Medal
- San Martín Befriarens orden
- American Campaign Medal
- World War II Victory Medal
- Storkors av Kronorden
- National Defense Service Medal
- Navy Distinguished Service Medal
- Asiatic-Pacific Campaign Medal
- Tjeckiska Segermedaljen
- Philippine Liberation Medal

[Redigera Wikidata]